# 豐浦郡
豐浦郡是過去山口縣轄下的一郡，於2005年2月13日轄下的町村與下關市後，因無管轄町村而廢除。
廢除時，管轄的町村包括：
- 菊川町
- 豐浦町
- 豐田町
- 豐北町

過去的範圍還包括現在下關市的大部分地區，以及美禰市的西側小部分地區。

## 歷史

### 年表
- 1878年：實施郡區町村編制法，赤間關區（後來改名為下關市）從豐浦郡分立。
- 1889年4月1日：實施町村制，此時豐浦郡下設：豐東前村、豐東上村、豐東下村、豐西東村、豐東鄉村、豐田奧村、豐西中村、長府村、豐田上村、豐西下村、神田下村、彥島村、豐西上村、小串村、小月村、清末村、岡枝村、豐田中村、豐田下村、豐西村、川棚村、宇賀村、神玉村、角島村、阿川村、粟野村、瀧部村、田耕村、豐東村、內日村、豐田前村。（31村）
- 1898年9月1日：
  - 豐東前村改名為王司村。
  - 豐東上村改名為勝山村。
  - 豐東下村改名為生野村。
  - 豐西東村改名為黑井村。
- 1899年4月1日：
  - 豐東鄉村改名為楢崎村。
  - 豐田奧村改名為西市村。
- 1910年7月1日：豐西中村改名為安岡村。
- 1911年4月1日：長府村改制為長府町。（1町30村）
- 1912年4月1日：豐田上村改名為殿居村。
- 1914年9月1日：豐西下村改名為川中村。
- 1918年5月1日：神田下村改名為神田村。
- 1921年1月10日：生野村被併入下關市。（1町29村）
- 1921年10月1日：彥島村改制為彥島町。（2町28村）
- 1922年10月1日：豐西上村改名為吉見村。
- 1924年2月11日：西市村改制為西市町。（3町27村）
- 1925年2月11日：安岡村改制為安岡町。（4町26村）
- 1925年5月1日：小串村改制為小串町。（5町25村）
- 1932年11月3日：小月村改制為小月町。（6町24村）
- 1933年3月20日：彥島町被併入下關市。（5町24村）
- 1937年3月26日：長府町被併入下關市。（4町24村）
- 1937年11月15日：安岡町和川中村被併入下關市。（3町23村）
- 1939年5月17日：小月町、清末村、王司村、勝山村和吉見村被併入下關市。（2町19村）
- 1951年4月1日：楢崎村和岡枝村合併為菊川村。（2町18村）
- 1953年6月1日：豐田前村改制為豐田前町。（3町17村）
- 1954年3月31日：豐田前町與美禰郡的伊佐町、大嶺町、東厚保村、西厚保村、於福村合併為美禰市。（2町17村）
- 1954年10月1日：西市町、殿居村、豐田中村和豐田下村合併為豐田町。（2町14村）
- 1955年4月1日：（4町3村）
  - 豐西村、黑井村、川棚村和宇賀村的大字宇賀地區合併為豐浦町。
  - 神玉村、角島村、神田村、阿川村、粟野村、瀧部村、田耕村和宇賀村的大字北宇賀地區合併為豐北町。
- 1955年4月10日：菊川村、豐東村、內日村的大字日新地區合併為菊川町。（5町1村）
- 1955年11月1日：內日村被併入下關市。（5町）
- 1956年7月1日：小串町被併入豐浦町。（4町）
- 2005年2月13日：菊川町、豐田町、豐浦町、豐北町與下關市合併為新設置的下關市，同時豐浦郡因無管轄町村而廢除。

### 變遷表
| 1889年4月1日              | 1889年 - 1926年           | 1889年 - 1926年            | 1926年 - 1954年             | 1926年 - 1954年            | 1955年 - 1989年            | 1955年 - 1989年            | 1889年 - 現在              | 現在                       |
| ------------------------- | ------------------------- | -------------------------- | --------------------------- | -------------------------- | -------------------------- | -------------------------- | -------------------------- | -------------------------- |
| 赤間關市                  | 1902年 改名為下關市。     | 1902年 改名為下關市。      | 下關市                      | 下關市                     | 下關市                     | 下關市                     | 2005年2月13日 合併為下關市 | 2005年2月13日 合併為下關市 |
| 豐東下村                  | 1898年9月1日 改名為生野村 | 1921年1月10日 併入下關市   | 下關市                      | 下關市                     | 下關市                     | 下關市                     | 2005年2月13日 合併為下關市 | 2005年2月13日 合併為下關市 |
| 彥島村                    | 彥島村                    | 1921年10月1日 改制為彥島町 | 1933年3月20日 併入下關市    | 下關市                     | 下關市                     | 下關市                     | 2005年2月13日 合併為下關市 | 2005年2月13日 合併為下關市 |
| 長府村                    | 1911年4月1日 改制為長府町 | 1911年4月1日 改制為長府町  | 1937年3月26日 併入下關市    | 下關市                     | 下關市                     | 下關市                     | 2005年2月13日 合併為下關市 | 2005年2月13日 合併為下關市 |
| 豐西中村                  | 1910年7月1日 改名為安岡村 | 1925年2月11日 改名為安岡町 | 1937年11月15日 併入下關市   | 下關市                     | 下關市                     | 下關市                     | 2005年2月13日 合併為下關市 | 2005年2月13日 合併為下關市 |
| 豐西下村                  | 1914年9月1日 改名為川中村 | 1914年9月1日 改名為川中村  | 1937年11月15日 併入下關市   | 下關市                     | 下關市                     | 下關市                     | 2005年2月13日 合併為下關市 | 2005年2月13日 合併為下關市 |
| 小月村                    | 小月村                    | 小月村                     | 1932年11月3日 改制為小月町  | 1939年5月17日 併入下關市   | 下關市                     | 下關市                     | 2005年2月13日 合併為下關市 | 2005年2月13日 合併為下關市 |
| 清末村                    |                           |                            |                             | 1939年5月17日 併入下關市   | 下關市                     | 下關市                     | 2005年2月13日 合併為下關市 | 2005年2月13日 合併為下關市 |
| 豐東前村                  | 1898年9月1日 改名為王司村 | 1898年9月1日 改名為王司村  | 1898年9月1日 改名為王司村   | 1939年5月17日 併入下關市   | 下關市                     | 下關市                     | 2005年2月13日 合併為下關市 | 2005年2月13日 合併為下關市 |
| 豐東上村                  | 1898年9月1日 改名為勝山村 | 1898年9月1日 改名為勝山村  | 1898年9月1日 改名為勝山村   | 1939年5月17日 併入下關市   | 下關市                     | 下關市                     | 2005年2月13日 合併為下關市 | 2005年2月13日 合併為下關市 |
| 豐西上村                  | 豐西上村                  | 1922年10月1日 改名為吉見村 | 1922年10月1日 改名為吉見村  | 1939年5月17日 併入下關市   | 下關市                     | 下關市                     | 2005年2月13日 合併為下關市 | 2005年2月13日 合併為下關市 |
| 內日村                    | 內日村                    | 內日村                     | 內日村                      | 內日村                     | 1955年11月1日 併入下關市   | 下關市                     | 2005年2月13日 合併為下關市 | 2005年2月13日 合併為下關市 |
| 內日村                    | 內日村                    | 內日村                     | 內日村                      | 內日村                     | 1955年4月10日 合併為菊川町 |                            | 2005年2月13日 合併為下關市 | 2005年2月13日 合併為下關市 |
| 豐東鄉村                  | 1899年4月1日 改名為楢崎村 | 1899年4月1日 改名為楢崎村  | 1899年4月1日 改名為楢崎村   | 1951年4月1日 合併為菊川村  |                            |                            | 2005年2月13日 合併為下關市 | 2005年2月13日 合併為下關市 |
| 岡枝村                    |                           |                            |                             | 1951年4月1日 合併為菊川村  |                            |                            | 2005年2月13日 合併為下關市 | 2005年2月13日 合併為下關市 |
| 豐東村                    |                           |                            |                             |                            |                            |                            | 2005年2月13日 合併為下關市 | 2005年2月13日 合併為下關市 |
| 豐田奧村                  | 1899年4月1日 改名為西市村 | 1924年2月11日 改制為西市町 | 1924年2月11日 改制為西市町  | 1954年10月1日 合併為豐田町 | 1954年10月1日 合併為豐田町 | 1954年10月1日 合併為豐田町 | 2005年2月13日 合併為下關市 | 2005年2月13日 合併為下關市 |
| 豐田上村                  | 1912年4月1日 改名為殿居村 | 1912年4月1日 改名為殿居村  | 1912年4月1日 改名為殿居村   | 1954年10月1日 合併為豐田町 | 1954年10月1日 合併為豐田町 | 1954年10月1日 合併為豐田町 | 2005年2月13日 合併為下關市 | 2005年2月13日 合併為下關市 |
| 豐田中村                  |                           |                            |                             | 1954年10月1日 合併為豐田町 | 1954年10月1日 合併為豐田町 | 1954年10月1日 合併為豐田町 | 2005年2月13日 合併為下關市 | 2005年2月13日 合併為下關市 |
| 豐田下村                  |                           |                            |                             | 1954年10月1日 合併為豐田町 | 1954年10月1日 合併為豐田町 | 1954年10月1日 合併為豐田町 | 2005年2月13日 合併為下關市 | 2005年2月13日 合併為下關市 |
| 小串村                    | 小串村                    | 1925年5月1日 改制為小串町  | 1925年5月1日 改制為小串町   | 1925年5月1日 改制為小串町  | 1925年5月1日 改制為小串町  | 1956年7月1日 豐浦町        | 2005年2月13日 合併為下關市 | 2005年2月13日 合併為下關市 |
| 豐西東村                  | 1898年9月1日 改名為黑井村 | 1898年9月1日 改名為黑井村  | 1898年9月1日 改名為黑井村   | 1898年9月1日 改名為黑井村  | 1955年4月1日 合併為豐浦町  | 1956年7月1日 豐浦町        | 2005年2月13日 合併為下關市 | 2005年2月13日 合併為下關市 |
| 豐西村                    |                           |                            |                             |                            | 1955年4月1日 合併為豐浦町  | 1956年7月1日 豐浦町        | 2005年2月13日 合併為下關市 | 2005年2月13日 合併為下關市 |
| 川棚村                    |                           |                            |                             |                            | 1955年4月1日 合併為豐浦町  | 1956年7月1日 豐浦町        | 2005年2月13日 合併為下關市 | 2005年2月13日 合併為下關市 |
| 宇賀村                    |                           |                            |                             |                            | 1955年4月1日 合併為豐浦町  | 1956年7月1日 豐浦町        | 2005年2月13日 合併為下關市 | 2005年2月13日 合併為下關市 |
| 1955年4月1日 合併為豐北町 |                           |                            |                             |                            |                            |                            | 2005年2月13日 合併為下關市 | 2005年2月13日 合併為下關市 |
| 神田下村                  | 1918年5月1日 改名為神田村 | 1918年5月1日 改名為神田村  | 1918年5月1日 改名為神田村   | 1918年5月1日 改名為神田村  |                            |                            | 2005年2月13日 合併為下關市 | 2005年2月13日 合併為下關市 |
| 神玉村                    |                           |                            |                             |                            |                            |                            | 2005年2月13日 合併為下關市 | 2005年2月13日 合併為下關市 |
| 角島村                    |                           |                            |                             |                            |                            |                            | 2005年2月13日 合併為下關市 | 2005年2月13日 合併為下關市 |
| 阿川村                    |                           |                            |                             |                            |                            |                            | 2005年2月13日 合併為下關市 | 2005年2月13日 合併為下關市 |
| 粟野村                    |                           |                            |                             |                            |                            |                            | 2005年2月13日 合併為下關市 | 2005年2月13日 合併為下關市 |
| 瀧部村                    |                           |                            |                             |                            |                            |                            | 2005年2月13日 合併為下關市 | 2005年2月13日 合併為下關市 |
| 田耕村                    |                           |                            |                             |                            |                            |                            | 2005年2月13日 合併為下關市 | 2005年2月13日 合併為下關市 |
| 豐田前村                  | 豐田前村                  | 豐田前村                   | 1953年6月1日 改制為豐田前町 | 1954年3月31日 合併為美禰市 | 1954年3月31日 合併為美禰市 | 1954年3月31日 合併為美禰市 | 2008年3月21日 合併為美禰市 | 2008年3月21日 合併為美禰市 |